# Emergencia en Australia Occidental de marzo de 1944
Durante marzo de 1944, los Aliados de la Segunda Guerra Mundial reforzaron rápidamente las unidades militares ubicadas en el estado de Australia Occidental para defenderse contra la posibilidad de que los buques de guerra japoneses atacaran las ciudades de Fremantle y Perth. Esta redistribución comenzó el 8 de marzo después de que surgieran preocupaciones sobre el propósito de los movimientos de buques de guerra japoneses cerca de las Indias Orientales Neerlandesas, y terminó el 20 de marzo, luego de que se concluyera que un ataque era poco probable.
En febrero de 1944, los Aliados se alarmaron de que el movimiento de la flota japonesa principal a Singapur pudiera ser un precursor de las incursiones en el Océano Índico, incluso contra Australia Occidental. La emergencia comenzó cuando los descifradores aliados de códigos detectaron el movimiento de una poderosa fuerza de buques de guerra japoneses en las Indias Orientales Neerlandesas a principios de marzo. Después de que un submarino de la Armada de los Estados Unidos hiciera contacto por radar con dos buques de guerra japoneses cerca de una de las entradas al Océano Índico el 6 de marzo, las autoridades militares aliadas y el Gobierno australiano consideraron que una flota podría haberse dirigido hacia el área de Perth. En realidad, estos buques de guerra estaban realizando una patrulla mientras esperaban que una pequeña fuerza de ataque regresara de atacar barcos en el Océano Índico central.
En respuesta a la amenaza percibida, las unidades militares aliadas estacionadas en Australia Occidental fueron puestas en alerta y se enviaron refuerzos. Estos incluyeron seis escuadrones voladores de la Real Fuerza Aérea Australiana. Otras unidades aéreas aliadas se mantuvieron en Darwin en el Territorio del Norte para responder a incursiones en esa ciudad o reforzar Australia Occidental si se avistaba la flota japonesa. Se emitió una advertencia de ataque aéreo en Fremantle y Perth el 10 de marzo, pero resultó ser una falsa alarma. El patrullaje intensivo de los ejércitos aliados no detectó ningún buque de guerra japonés frente a Australia Occidental, y la mayoría de las unidades fueron retiradas el 12 de marzo. El día 20 del mes se concluyó que la amenaza de ataque había pasado y que los refuerzos aéreos que habían sido enviados a Australia Occidental regresaban a sus bases.

## Antecedentes

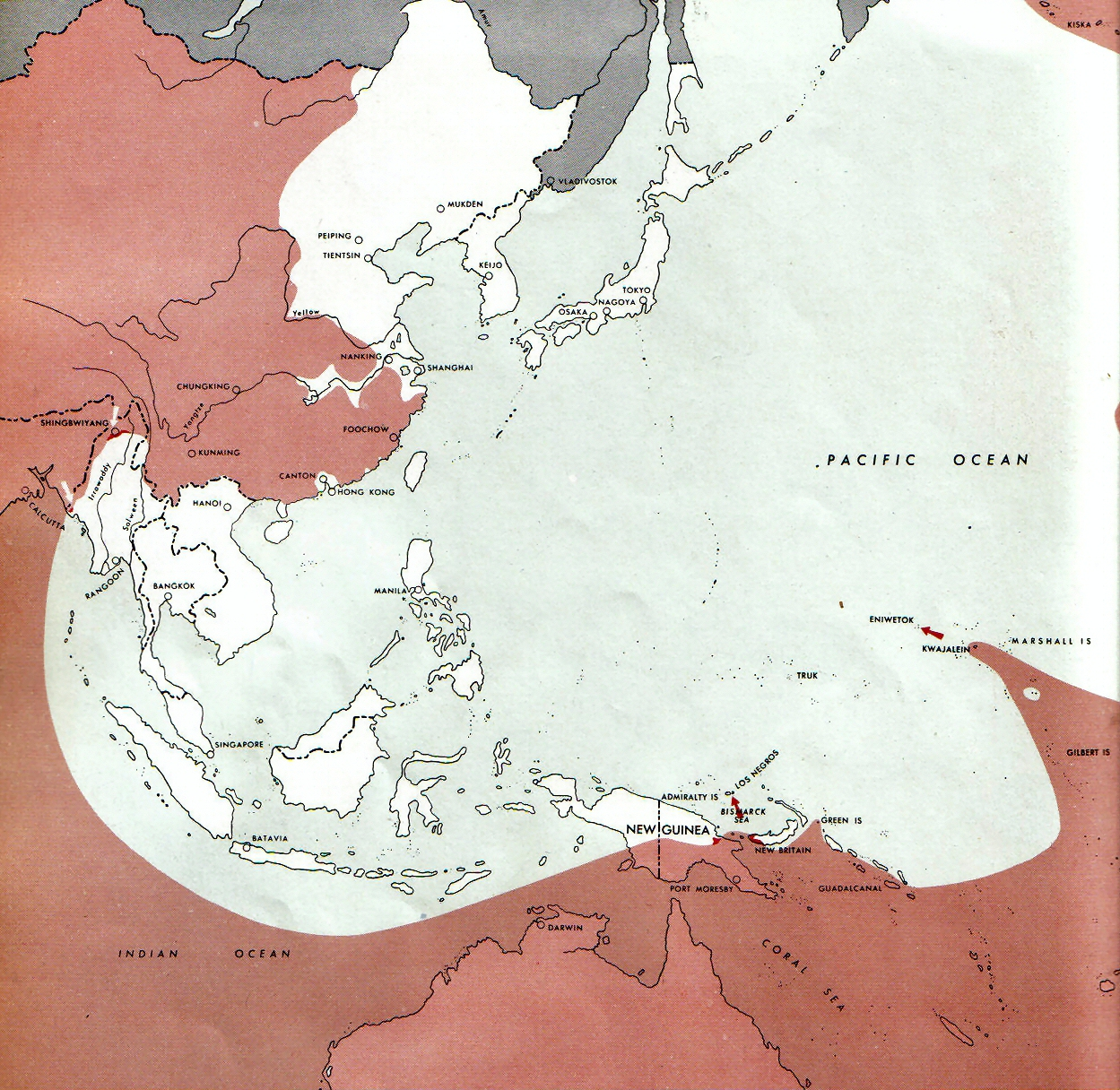
Situación estratégica en el Pacífico en marzo de 1944. El área sombreada en rojo estaba controlada por los Aliados y el resto estaba controlado por Japón.

### Defensas aliadas
Fremantle, Australia Occidental, fue un puerto importante durante la Segunda Guerra Mundial. Desde el comienzo de la guerra, fue el punto de reunión para los convoyes de barcos aliados que viajaban entre Australia, Oriente Medio y Europa. Poco después del estallido de la Guerra del Pacífico, la ciudad se convirtió en un lugar clave de operación y mantenimiento para los submarinos de la Armada de los Estados Unidos. La base submarina de Fremantle se estableció en marzo de 1942, y finalmente se convirtió en la segunda base submarina más grande de la Armada de los EE. UU., después de Pearl Harbor en Hawái. Los submarinos de la Armada Real de los Países Bajos también estaban estacionados en Fremantle desde 1942, y la Marina Real británica comenzó a transferir submarinos a mediados de 1944. Los submarinos aliados que operaban desde Fremantle desempeñaron un papel clave en la ofensiva contra el transporte marítimo japonés; en el transcurso de la guerra, 154 submarinos realizaron 341 patrullas de combate desde el puerto.
El gobierno australiano y los civiles locales consideraban que el área geográficamente aislada de Perth-Fremantle era vulnerable a los ataques. Estos temores alcanzaron su punto máximo en marzo de 1942 tras el rápido avance japonés a través del sudeste asiático durante diciembre de 1941 y los primeros meses de 1942. No se produjo ningún ataque japonés en la región, aunque se bombardearon varias pequeñas ciudades en el norte de Australia Occidental. Las preocupaciones sobre la seguridad de Fremantle continuaron; en marzo de 1943, el primer ministro australiano John Curtin señaló como parte de un mensaje al primer ministro británico Winston Churchill y al presidente de los Estados Unidos Franklin D. Roosevelt, que el puerto era vulnerable al bombardeo de buques de guerra japoneses o aeronaves que partían desde portaaviones.
Elementos de los ejércitos de Australia y Estados Unidos fueron asignados a la defensa del área de Perth-Fremantle. Cada uno de los tres servicios del ejército australiano mantuvo un cuartel general separado en Australia Occidental, sus esfuerzos coordinados por el Cuartel General de Defensa Combinada. En caso de ataque, el III Cuerpo del Ejército australiano asumiría el control general. A principios de 1944, las fuerzas asignadas a la defensa de la región se habían reducido de su fuerza máxima. Sin embargo, varias baterías antiaéreas y de defensa costera se ubicaron dentro y cerca de Perth y Fremantle para proteger a las ciudades de los ataques. Estas unidades eran principalmente tripuladas por personal de medio tiempo del Cuerpo Voluntario de Defensa (VDC, por sus siglas en inglés), que sería llamado si surgía una amenaza. Tres escuadrones voladores de la Real Fuerza Aérea Australiana (RAAF) también estaban estacionados alrededor de Perth; el Escuadrón N.º 85 proporcionó defensa aérea con cazas CAC Boomerang, el Escuadrón N.º 14 patrulló frente a las costas de Australia Occidental utilizando bombarderos ligeros Bristol Beaufort y el Escuadrón N.º 25 operó bombarderos en picada Vultee Vengeance. La Ala Patrulla 10 de la Armada de los EE. UU. reforzó las fuerzas australianas y realizó patrullas de largo alcance sobre el Océano Índico desde Perth con las hidrocanoas Consolidated PBY Catalina.

### Redespliegue japonés
En febrero de 1944, la Flota Combinada, la principal fuerza de ataque de la Armada Imperial Japonesa, se retiró de su base en Truk en el Pacífico Central hacía Palaos y Singapur. La aparición de una poderosa fuerza naval en Singapur alarmó a los aliados, ya que se temía que estos barcos realizaran incursiones en el Océano Índico y contra Australia Occidental. En respuesta, los Aliados fortalecieron la Flota Oriental Británica en el Océano Índico central al transferir dos cruceros ligeros británicos desde el Atlántico y el Mediterráneo, así como varios buques de guerra de la Armada de los EE. UU. en el Pacífico. También se aumentó el número de unidades aéreas en Ceilán y la región de la Bahía de Bengala. También se enviaron refuerzos para los 16 submarinos de la Armada de los EE. UU. con base en Fremantle, pero la mayoría de estos barcos no llegaron hasta después de mediados de marzo. Los submarinos se encargaron de atacar a la flota japonesa en aguas del sudeste asiático.
El Cuartel General del General Douglas MacArthur, responsable del Área del Pacífico Sudoccidental, evaluó en febrero que la Flota Combinada podría atacar potencialmente el puerto de Fremantle. Se pensó que el propósito de cualquier ataque sería desviar a las fuerzas aliadas de las ofensivas que estaban a punto de lanzar en el Pacífico. MacArthur no movilizó fuerzas adicionales a Australia Occidental en ese momento, pero desarrolló planes para reforzar el área si fuera necesario. Se creía que los aviones con base en tierra serían suficientes para contrarrestar cualquier ataque contra Fremantle y, el 28 de febrero, la Sede General ordenó al Teniente General George Kenney, comandante de las Fuerzas Aéreas Aliadas, que se preparara para:

1. Concentrar una notable fuerza de sesenta bombarderos pesados en Australia Occidental con veinticuatro horas de antelación.
2. Reforzar esta fuerza de ataque de bombarderos pesados con bombarderos medios cuando lo indique el cuartel general.
3. Proporcionar tres escuadrones de combate para la defensa de Perth.
4. Operar bombarderos pesados y medios de Darwin, Corunna Downs, Geraldton y Carnarvon.
5. Suministrar a las fuerzas aéreas que operen en Australia Occidental por aire en caso de emergencia.[12]

El 4 de marzo, Curtin envió un cable a Churchill en busca de la evaluación del Gobierno británico sobre la posibilidad de incursiones japonesas en el Océano Índico, y la capacidad de las fuerzas aliadas en la región para frustrar tales ataques. El cable de Curtin cruzó un mensaje que Churchill había enviado el día anterior, que afirmaba que, si bien las fuerzas japonesas podrían realizar redadas contra buques aliados en el Océano Índico, «no supondría que pueda producirse un grave peligro, ni para la India ni para Australia Occidental». El cable de Churchill también señaló que los japoneses probablemente buscarían preservar sus buques de guerra principales restantes para su uso en etapas posteriores de la guerra.
Aunque el gobierno australiano se tranquilizó con la evaluación de la situación por parte de Gran Bretaña, las unidades militares aliadas estacionadas en Australia Occidental hicieron preparativos para resistir un posible ataque. El Comando del Área Occidental de la RAAF aumentó la disponibilidad de sus fuerzas cerca de Perth y el Golfo de Exmouth en el noroeste del estado. También se almacenó bombas en Cunderdin, al noreste de Perth, para ser utilizadas por cualquier bombardero pesado enviado como refuerzo. También se aumentó la disponibilidad de las unidades de guarnición del Ejército en el área de Perth — Fremantle. El comando del Fuerte Fremantle, responsable de defender el puerto contra bombardeos navales o ataques aéreos, fue puesto en alerta y se le ordenó colocar más cañones antiaéreos pesados cerca de los muelles de la ciudad. El 4 de marzo, se ordenó a las unidades del Cuerpo de Defensa Voluntario que ocupasen sus puestos antiaéreos y de defensa costera asignados, en un plazo de 6 horas, en lugar del tiempo normal de alerta de 24 horas.

## La emergencia

### Movimientos japoneses
A pesar de las preocupaciones de los aliados, los japoneses no tenían la intención de enviar el conjunto principal de la Flota Combinada al Océano Índico. Los barcos habían sido retirados del Pacífico central para evitar una gran ofensiva de los Estados Unidos que se esperaba que lanzaría contra el área. Singapur había sido seleccionada como la nueva base de la Flota, ya que estaba cerca de las fuentes de combustible y tenía instalaciones adecuadas para permitir llevar a cabo el entrenamiento y mantenimiento antes de contraatacar a los Aliados en el Pacífico. Sin embargo, se decidió enviar una pequeña fuerza de cruceros al Océano Índico para realizar la primera incursión de buques de superficie japoneses en el área desde principios de 1942.

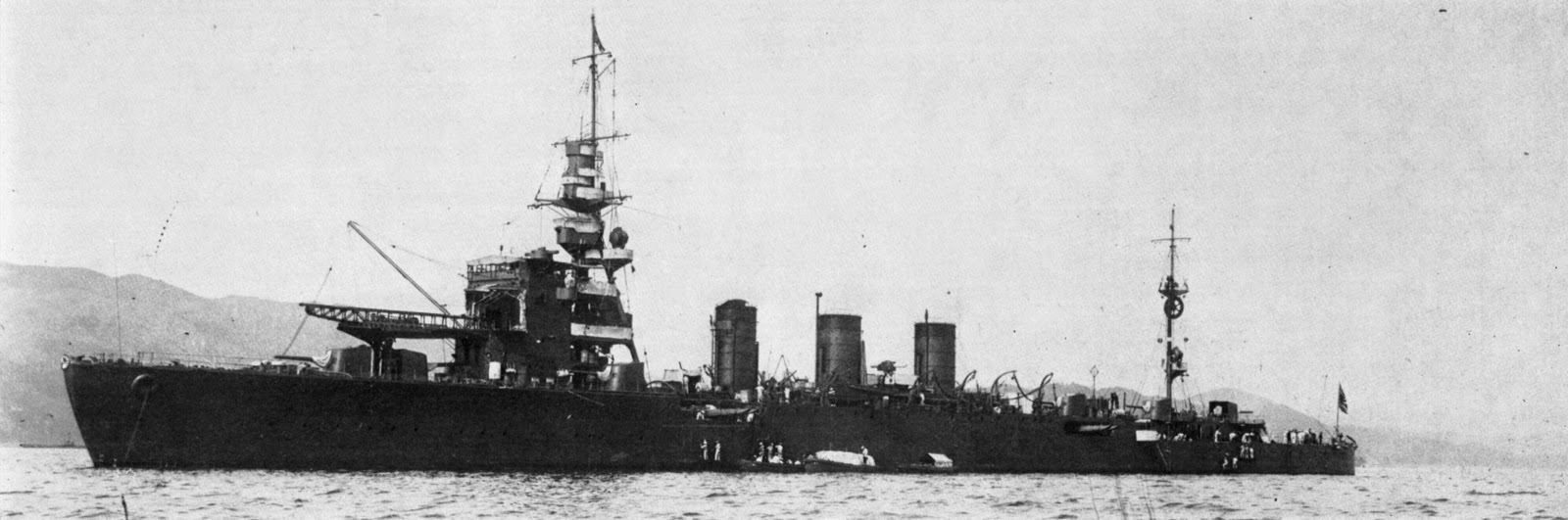
El crucero ligero japonés ' (fotografiado aquí en 1931) fue uno de los barcos cuya detección por el ' el 6 de marzo provocó la emergencia

A finales de febrero de 1944, el vicealmirante Shiro Takasu—el comandante en jefe de la Flota del Área Sudoeste de Japón—ordenó a los cruceros pesados Aoba, Chikuma, y Tone atacar la Flota aliada en la ruta principal entre Adén y Fremantle. Los tres barcos partieron del ancladero de la flota combinada en las islas Lingga, cerca de Singapur, el 27 de febrero. Los cruceros ligeros Kinu y Ōi y tres destructores (que fueron designados como «Formación de Seguridad y Abastecimiento») escoltaron a la fuerza de ataque a través del Estrecho de Sunda el 1 de marzo. Estas cinco naves debían permanecer en el mar durante la incursión y luego escoltar a los cruceros pesados a través del estrecho de Sunda. Los Aliados no estaban al tanto de la fuerza de ataque o de su partida, pero los descifradores aliados de códigos detectaron posteriormente la partida desde Singapur el 4 de marzo de una fuerza compuesta por dos acorazados, un portaaviones y múltiples destructores, y determinaron que los barcos se dirigían al este hacia  Surabaya. El contraalmirante Ralph W. Christie, comandante de los submarinos aliados con base en Fremantle, creía que esta fuerza podría atacar el área de Perth-Fremantle. En respuesta, ordenó al submarino USS Haddo bajo el mando del teniente comandante Chester Nimitz Jr. patrullar el estrecho de Lombok e informar sobre el movimiento de cualquier barco japonés en el Océano Índico.
El 6 de marzo, el USS Haddo contactó brevemente con el radar, pero no vio, lo que Nimitz creía que podrían haber sido al menos dos grandes buques de guerra japoneses cerca del estrecho de Lombok. Nimitz no estaba seguro de si reportar este contacto no concluyente, pero decidió hacerlo para evitar que Fremantle sea sometido a un ataque sorpresa; más tarde escribió «"Recuerden Pearl Harbor" fue el mensaje que permaneció en mi mente». Los barcos japoneses detectados por el USS Haddo eran el Kinu y Ōi que se dirigían hacia el estrecho de Sunda.
El informe de Nimitz provocó gran preocupación. El 8 de marzo, el Comité de Jefes de Estado Mayor de Australi  informó al Gobierno australiano de que existía la posibilidad de que el grupo de trabajo japonés hubiera ingresado al Océano Índico con el objetivo de atacar el área de Perth-Fremantle durante el período de luna llena alrededor del 9 de marzo. En consecuencia, se iniciaron acciones para mejorar las defensas de la zona. ambién el 8 de marzo, el comandante de la Flota del Este, el almirante James Somerville, ordenó a todos los barcos aliados que viajaban en el Océano Índico entre los 80 y 100° este desviarse hacia el sur o el oeste.
Basados en el contacto de radar del 6 de marzo, la fase lunar, los supuestos de la velocidad de la fuerza japonesa y las posiciones de vuelo si incluía portaaviones, los ejércitos aliados consideraron que cualquier ataque al área de Perth-Fremantle era muy probable de ocurrir durante las primeras horas del 11 de marzo. También era posible que tal ataque pudiera llevarse a cabo en cualquier momento entre la noche del 9 al 10 de marzo y la mañana del 14 de marzo.

### Refuerzos aliados
Las acciones aliadas para mejorar las defensas del área de Perth-Fremantle comenzaron el 8 de marzo. Todas las defensas de la región fueron utilizadas, se incrementaron las patrullas aéreas frente a las costas de Australia Occidental y se ordenó que los cinco submarinos operativos de la Armada de los EE. UU. en la base submarina de Fremantle se pusieran en marcha y patrullaran a lo largo de la ruta esperada de la fuerza japonesa. Dos submarinos holandeses con base en Fremantle ocuparon estaciones cerca de la isla Rottnest, cerca de la costa de Fremantle. Los submarinistas que estaban de permiso al comienzo de la emergencia fueron llamados a servicio mediante mensajes transmitidos por estaciones de radio públicas. El puerto de Fremantle fue cerrado al transporte marítimo, y los buques mercantes allí en ese momento fueron dispersados a los cercanos puertos de Gage Roads y Cockburn Sound. Las dos embarcaciones auxiliares de submarinos de la Armada de los EE. UU. con base en Fremantle navegaron a Albany, en la costa sur de Australia Occidental. Varios submarinos de la Armada de los EE. UU. que realizaban patrullas en el Océano Índico y las Indias Orientales Neerlandesas también fueron dirigidos a tomar estaciones que les permitirían interceptar barcos japoneses con destino a Fremantle, o atacar a una fuerza de este tipo mientras regresaban a la base.
En una conferencia celebrada en el Cuartel General Aliado del Aire en Brisbane el 8 de marzo, Kenney ordenó al vicemariscal del aire William Bostock, jefe del Comando RAAF, tomar el mando personal de la defensa aérea de Australia Occidental y enviar varios escuadrones de la RAAF allí como refuerzos . Kenney también ordenó al Grupo 380º de Bombardeo, equipado con bombarderos pesados de las Fuerzas Aéreas del Ejército de los Estados Unidos que regresara de Nueva Guinea al Fenton Airfield cerca de Darwin, y que estuviera listo para moverse a Cunderdin o Geraldton si se desarrollaba una amenaza en el área de Fremantle.
Más tarde, el 8 de marzo, Bostock ordenó una importante redistribución de unidades de la RAAF a Australia Occidental y el Territorio del Norte en respuesta a la amenaza percibida. Los escuadrones Nº 452 y Nº 457 equipados con Supermarine Spitfire fueron ordenados a moverse de Darwin a Perth. Los escuadrones Nº 18 (Indias Orientales Neerlandesas) y Nº 31 fueron enviados desde campos de aviación cerca del área de Darwin al campo de aviación «Potshot» en la región del Golfo de Exmouth; Estas unidades operaban los bombarderos medios North American B-25 Mitchell y los cazas pesados Bristol Beaufighter, respectivamente. Para reforzar las defensas aéreas de «Potshot», el escuadrón Nº 120 (Indias Orientales Neerlandesas) recibió la orden de volar sus cazas Curtiss P-40 Kittyhawk desde Canberra. Para reemplazar a los dos escuadrones Spitfire, el escuadrón Nº 84 equipado con los Kittyhawk, fue ordenado a volver a desplegarse desde la isla de Horn, hasta el campo aéreo de Strauss cerca de Darwin. El escuadrón Nº 43, una unidad de patrulla marítima que operaba Catalinas, también recibió órdenes de ir a Darwin desde Karumba.
Se asignó una gran fuerza de aviones de transporte de la USAAF para ayudar a mover el personal y el equipo de los escuadrones, y también se transportaron bombas y suministros de combustible adicionales a Australia Occidental. El movimiento de cada escuadrón tuvo lugar en dos partes: sus aviones y tripulaciones viajaron juntos como el primer agrupamiento, y el personal de mantenimiento con 14 días de suministros formaron el segundo agrupamiento.
El comodoro del aire Raymond Brownell, jefe del Comando del Área Occidental, no estuvo de acuerdo con la decisión de Bostock de estacionar tres escuadrones en el Golfo de Exmouth. Brownell creía que era improbable que atacaran el Golfo de Exmouth, y las unidades estacionadas allí estarían demasiado lejos de Perth para ayudar a esa región si fuera el objetivo de una incursión japonesa. Bostock creía que la fuerza japonesa podría atacar el área de Darwin, y quería retener unidades aéreas en el Golfo de Exmouth para poder volver a desplegar rápidamente a Darwin si fuera necesario.
Los escuadrones de la RAAF recibieron órdenes de volver a desplegarse el 8 de marzo y, después de apresurados preparativos, comenzaron a abandonar sus bases de origen al día siguiente. Los dos escuadrones Spitfire encontraron condiciones climáticas difíciles durante su largo viaje a lo largo de la costa oeste de Darwin a Perth. Los equipos de servicio y el personal de apoyo inadecuados en los aeródromos que utilizaron para repostar también causaron demoras. Uno de los Spitfire se estrelló en Carnarvon, y otro hizo un aterrizaje forzoso en Gingin cerca de Perth. Los dos escuadrones finalmente llegaron a Guildford a las afueras de Perth el 12 de marzo, dos días después de lo originalmente planeado. El reemplazo de los escuadrones en Darwin, el escuadrón Nº 84, también experimentó dificultades para moverse de la isla de Horn. El intento inicial de los 24 cazas Kittyhawk P-40 de esta unidad para volar desde la isla de Horn tuvo que ser abandonado cuando golpeó el mal tiempo, uno de los pilotos de Kittyhawk murió cuando su avión se estrelló. El largo viaje del escuadrón Nº 120 desde Canberra hasta el Golfo de Exmouth transcurrió sin incidentes. Las operaciones de los escuadrones estacionados en el Golfo de Exmouth fueron interrumpidas en gran medida el 10 de marzo cuando un fuerte ciclón golpeó el área e inundó el aeródromo.

### Defensas de Perth-Fremantle
Las unidades aéreas aliadas en Australia Occidental y Septentrional realizaron patrullas en el Océano Índico en busca de la temida fuerza japonesa. Estas operaciones incluyeron patrullas de Catalinas del Ala de Patrulla 10, así como de Beauforts de la RAAF con sede en Australia Occidental. El Escuadrón Nº 43 de Catalinas de la RAAF también realizó patrullas nocturnas fuera de Darwin. Ninguno de estos aviones avistaron barcos japoneses. El ciclón frente a la costa de Australia Occidental obstaculizó en gran medida los vuelos y generó preocupaciones de que la fuerza japonesa se acercara al amparo del mal tiempo.

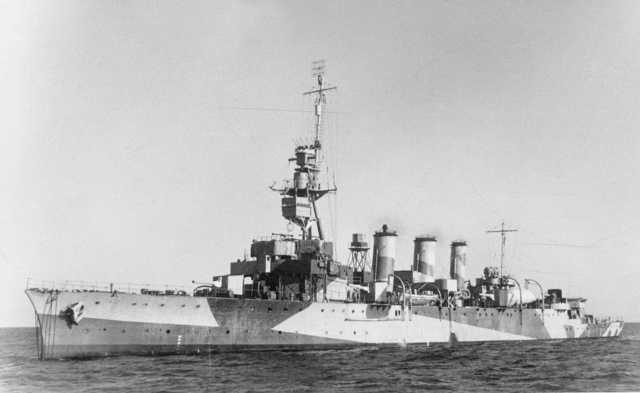
El crucero ligero ' protegió los buques mercantes y las embarcaciones auxiliares de submarinos de la Armada de los EE. UU. durante la emergencia

Las defensas antiaéreas del área de Fremantle-Perth mejoraron en respuesta a la amenaza de ataque y los refuerzos fluyeron hacia la región. El Escuadrón Nº 85 equipado con CAC Boomerang fue inicialmente el único escuadrón de combate disponible para la defensa aérea de la región, pero los dos escuadrones de Spitfire también asumieron la responsabilidad de esta tarea pocas horas después de su llegada el 12 de marzo. El Escuadrón No. 25 estuvo estacionado cerca de Perth antes de la crisis, y fue asignado para atacar a cualquier buque de guerra japonés con sus bombarderos en picado Vultee Vengeance.
Además de estas unidades aéreas, el crucero ligero HMAS Adelaide y el crucero pesado HMS Sussex fueron anclados cerca de los buques mercantes en Gage Roads el 10 de marzo para proporcionar defensa antiaérea en caso de un ataque.
Todas las unidades en el comando principal del Ejército Australiano en el estado, III Cuerpo, fueron enviadas con seis horas de anticipación para responder a los ataques del 8 de marzo. Los ejercicios de entrenamiento fueron cancelados para que el personal y las formaciones del Cuerpo pudieran concentrarse cerca de la región amenazada. Soldados del 104. ° regimiento de ataque de tanques tripularon posiciones de ametralladoras antiaéreas cerca de la estación del barco volador en el suburbio de Crawley, en Perth. Las defensas costeras en la isla de Rottnest también estaban completamente tripuladas, y el 10. ° Batallón de Guarnición tomó posiciones defensivas en la isla. La acumulación de las defensas de la región fue notada por civiles, lo que generó rumores de que una incursión o invasión era inminente. La razón de los refuerzos se mantuvo en secreto y no se reveló hasta agosto de 1945.
En la tarde del 10 de marzo, la estación de radar en Geraldton detectó repetidamente lo que su tripulación creía que era un avión no identificado. Siguiendo el consejo de Brownell, el comandante del III Cuerpo, el Teniente General Gordon Bennett ordenó una advertencia de ataque aéreo para Fremantle y Perth. Esto llevó al Escuadrón No. 85 a prepararse, sonaron las sirenas antiaéreas, los guardias antiaéreos tomaron sus puestos y la evacuación de los hospitales. No se produjo ninguna incursión y pronto sonó la sirena "todo despejado". Las autoridades militares y el gobierno no dieron ninguna razón para la alerta de ataque aéreo hasta el día siguiente, cuando el ministro de Australia Occidental responsable de la defensa civil, Alexander Panton, emitió una breve declaración señalando que las alarmas habían sonado por motivos legítimos y el incidente no había sido un engaño.
Además la actividad militar que tuvo lugar el 11 de marzo. Esa mañana, uno de los submarinos aliados que patrullaban el oeste de Australia informó haber detectado señales de radar de un buque de guerra japonés, pero esto resultó ser una falsa alarma. Ese mismo día, Adelaide acompañó a ocho buques mercantes al mar y luego se dirigió a Albany para proteger a los submarinos. El décimo Regimiento de Caballería Ligera estableció posiciones de vigilancia costera, y un ejercicio que practicaba la activación completa de las defensas costeras y antiaéreas tripuladas por la Fuerza de Defensa Voluntaria en la noche del 11 y 12 de marzo fue exitoso.
Las preocupaciones sobre la posibilidad de un ataque pronto se disiparon. Las patrullas aéreas realizadas para mejorar las condiciones meteorológicas el 11 de marzo no localizaron buques de guerra japoneses, y la mayoría de las unidades distintas de las posiciones antiaéreas y de defensa costera de Fremantle Fortress se suspendieron el 12 de marzo. Las unidades normalmente estacionadas en Australia Occidental regresaron a sus lugares y actividades habituales el 13 de marzo, y las tripulaciones de los submarinos fueron escoltadas de regreso a Fremantle por Adelaide. El 20 de marzo, Kenney informó a Bostock de que la amenaza de ataque había pasado, y ordenó que todas las unidades RAAF adicionales enviadas a Australia Occidental fueran devueltas a sus bases.

## Repercusiones
La fuerza de ataque japonesa se encontró con una sola nave aliada. En la mañana del 9 de marzo, Tone bombardeó y hundió el vapor británico Behar en el océano Índico central. Behar fue trasladado de Fremantle a Colombo, como parte de un viaje al Reino Unido. La tripulación del barco de vapor emitió una señal de socorro después de ser atacada para advertir a otras naves aliadas, lo que provocó que el comandante de la fuerza atacante abandonara la operación. Los cruceros pesados fueron escoltados a través del estrecho de Sunda por Kinu, Ōi y cinco destructores, y regresaron a las Indias Orientales Neerlandesas el 16 de marzo. Poco después, 89 de los 104 supervivientes de Behar que habían sido rescatados por la tripulación de Tone fueron asesinados a bordo del crucero. El comandante de la fuerza de ataque y el capitán de Tone fueron condenados por este crimen después de la guerra y encarcelados. Los aliados no sabían del ataque a Behar hasta que un barco que había recogido la señal de socorro del vapor llegó a Fremantle el 17 de marzo. Las órdenes que desvían las naves aliadas del Océano Índico central se cancelaron el 18 de marzo.
Las preocupaciones de los aliados sobre la presencia de la Flota Combinada en Singapur disminuyeron considerablemente durante marzo cuando se supo que los barcos estaban siendo sometidos a un programa de mantenimiento y los japoneses no tenían la intención de realizar operaciones importantes en el área del Océano Índico. Los comandantes militares aliados creyeron que la emergencia de marzo de 1944 tuvo algunos efectos beneficiosos. El contraalmirante Christie juzgó que el personal militar y los civiles en Australia Occidental se habían vuelto complacientes antes de la emergencia, y la movilización había contribuido en cierta medida a solucionar esto. La RAAF y la USAAF también consideraron la transferencia de fuerzas a Australia Occidental como una experiencia útil en la rápida redistribución de las unidades de combate. Un editorial publicado en el periódico The West Australian el 13 de marzo consideró que la alerta de ataque aéreo del 10 de marzo había dado a la población de Perth un recordatorio de la amenaza potencial de las redadas de "dar y atropellar", pero fue muy crítico con la falta de información que había sido puesto en libertad por la causa de la alerta, especialmente a la luz de los rumores que estaban barriendo la ciudad. The Daily News expresó puntos de vista similares.

### Citas
1. 1 2 3  McKenzie-Smith, 2009, p. 2.
2. ↑  Gare y Lloyd-Jones, 2014, pp. 106, 110.
3. ↑  «Allies in adversity, Australia and the Dutch in the Pacific War: Dutch submarines in Australian waters» (en inglés australiano). Australian War Memorial. Consultado el 14 de octubre de 2018.
4. ↑  McCartney, 2006, p. 42.
5. ↑  Cairns, 2011, p. 15.
6. ↑  Sturma, Michael (8 de septiembre de 2015). «Role of Fremantle's subs in Pacific war» (en inglés australiano). The Australian Naval Institute. Consultado el 6 de agosto de 2018.
7. 1 2  Arnold, 2013, p. 293.
8. ↑  McKenzie-Smith, 2009, p. 3.
9. ↑  Odgers, 1957, pp. 134–135.
10. ↑  Gill, 1968, p. 387.
11. ↑  Cairns, 2011, pp. 131–132, 135.
12. 1 2 3  Odgers, 1957, p. 135.
13. 1 2 3 4 5 6 7  Odgers, 1957, p. 136.
14. 1 2  McKenzie-Smith, 2009, p. 28.
15. ↑  Kirby, 1961, pp. 379–380.
16. 1 2 3  Gill, 1968, p. 388.
17. ↑  Hackett, Bob; Kingsepp, Sander (2007). «HIJMS Aoba: Tabular Record of Movement» (en inglés). Combinedfleet.com. Consultado el 1 de mayo de 2016.
18. 1 2 3 4 5 6 7 8 9 10 11  Gill, 1968, p. 390.
19. 1 2  Blair, 2001, p. 616.
20. ↑  Blair, 2001, pp. 616–617.
21. 1 2 3  Blair, 2001, p. 617.
22. ↑  Royal Navy Historical Section, 1957, p. 184.
23. ↑  Cairns, 2011, p. 135.
24. 1 2  Odgers, 1957, p. 137.
25. ↑  Odgers, 1957, pp. 137–138.
26. 1 2 3 4 5  Odgers, 1957, p. 138.
27. 1 2  Smith, 2009, p. 28.
28. ↑  «The 1944 Scare». The West Australian (Western Australia). 17 de agosto de 1945. p. 2. Consultado el 1 de mayo de 2016 – vía National Library of Australia.
29. ↑  «Air Raid Alarm». The West Australian. 11 de marzo de 1944. p. 2. Consultado el 1 de mayo de 2016 – vía National Library of Australia.
30. ↑  «Friday's Alert». The West Australian. 13 de marzo de 1944. p. 2. Consultado el 1 de mayo de 2016 – vía National Library of Australia.
31. 1 2  Smith, 2009, p. 29.
32. 1 2  Odgers, 1957, p. 139.
33. 1 2  Gill, 1968, pp. 388–389.
34. ↑  Kirby, 1961, p. 380.
35. ↑  Kirby, 1961, p. 379.
36. ↑  Gill, 1968, p. 391.
37. ↑  «War Alarms». 13 de marzo de 1944. p. 2. Consultado el 10 de marzo de 2018.

### Obras consultadas
- Blair, Clay (2001). Silent Victory : The U.S. Submarine War Against Japan. Annapolis, Maryland: Naval Institute Press. ISBN 155750217X.
- Royal Australian Navy 1942–1945. Volume 2. Canberra: Australian War Memorial. 1968. OCLC 65475.
- Kirby, S. Woodburn (1961). The War Against Japan. Volume III: The Decisive Battles. London: Her Majesty's Stationery Office. OCLC 929210207.
- Air War Against Japan 1943–1945. Volume 2. Canberra: Australian War Memorial. 1957. OCLC 1990609.
- War with Japan Volume IV. The South–East Asian Operations and Central Pacific Advance. London: Royal Navy. 1957. OCLC 651943668.
- Smith, Graham McKenzie (2009). Defending Fremantle, Albany and Bunbury: 1939–1945. Mount Pleasant, Western Australia: Grimwade Publications. ISBN 9780980629101.